# Comisar European pentru Acțiuni Climatice
Comisarul pentru acțiuni climatice este o funcție în Comisia Europeană. Acesta a fost creat în 2010, fiind împărțit din portofoliul de mediu pentru a se concentra pe combaterea schimbărilor climatice.
Uniunea Europeană a făcut o serie de acțiuni în ceea ce privește schimbările climatice. În special, a semnat Protocolul de la Kyoto în 1998, și-a instituit sistemul de comercializare a emisiilor în 2005 și este în prezent de acord să reducă unilateral emisiile de gaze cu efect de seră cu 20% până în 2020.

## Lista comisarilor
| Nume                | Naționalitate | Perioada  | Comisia               |
| ------------------- | ------------- | --------- | --------------------- |
| Connie Hedegaard    | Danemarca     | 2010-2014 | Comisia Barroso II    |
| Miguel Arias Cañete | Spania        | 2014-2019 | Comisia Juncker       |
| Frans Timmermans    | Olanda        | Din 2019  | Comisia von der Leyen |

## Legături externe
- Comisar actual din 2019
- Current Commissioner Miguel Arias Cañete's website
- Former Commissioner Connie Hedegaard's website
- DG Climate Action website